# Twarzą w twarz (film 1979)
Twarzą w twarz (tyt. oryg. Ballë për ballë) – albański film fabularny z roku 1979 w reżyserii Kujtima Çashku i Piro Milkaniego, na podstawie powieści Ismaila Kadare Dimri i madhe (Wielka zima).

## Opis fabuły
Film przedstawia losy jednej z rodzin albańskich w ważnym okresie dziejów Albanii, poprzedzającym zerwanie stosunków radziecko-albańskich (1961). Mujo Bermema został skierowany jako tłumacz na konferencję partii komunistycznych, która odbyła się w Moskwie w 1961 r. Jest świadkiem dramatycznych wydarzeń i sporów, które wynikają z antyalbańskiej postawy kierownictwa KPZR. Finałem sporu stają się wydarzenia w bazie morskiej w Pasha Liman k. Wlory, gdzie stacjonowały sowieckie okręty podwodne, przejęte przez Albańczyków.
Film realizowano we Wlorze, Apollonii i Tiranie. Otrzymał główną nagrodę na IV Festiwalu Filmu Albańskiego w kwietniu 1981 r. w Tiranie.

## Obsada
- Bujar Lako jako Mujo Bermema, albański dowódca bazy
- Mevlan Shanaj jako Besnik Struga
- Katerina Biga jako Jelena Michajłowna Graczowa
- Rajmonda Bulku jako Zana
- Thimi Filipi jako Xhemal Struga
- Timo Flloko jako inż. Siergiej
- Arben Imami jako Arben Struga
- Sulejman Pitarka jako Żeleznow, rosyjski komendant bazy
- Kadri Roshi jako Belul Gjinomadhi
- Agim Shuke jako komisarz floty
- Lec Vuksani jako admirał rosyjski
- Enrik Paci jako admirał rosyjski
- Edmond Budina jako rosyjski komendant
- Sheri Mita jako rosyjski dziennikarz Romanczewski
- Piro Kita jako Spiro
- Stavri Shkurti jako szef archeologów
- Marika Kallamata jako żona Arbena Strugi
- Ligoraq Riza jako Pietia, adiutant Żeleznowa
- Gjergj Antoniu jako wiolonczelista Mark
- Ilir Bozo jako ranny żołnierz rosyjski
- Melpomeni Çobani jako sprzątaczka Bedrija
- Lola Gjoka jako staruszka Nurihan
- Irakli Lepuri
- Ivoni Batalli